# Maria Mora Cirer
Maria Mora Cirer (Campos, 29 de desembre de 1966) fou la primera ciclista mallorquina que va ser campiona d'Espanya.
El 1985 es proclamà campiona d'Espanya a la ciutat d'Oviedo. Dos anys abans, el 1983 i 1984, ja ho havia intentat però quedà en quarta posició. El 1986 es proclamà subcampiona. Després, aconseguí els títols de campiona d'Espanya de persecució i velocitat el 1987, 1988 i 1989. A Balears, des de 1984 fins a 1989 no va tenir rival i guanyà els campionats de Balears de fons en carretera el 1984, 1985, 1986 i 1987; i els de persecució i velocitat en pista el 1987, 1988, 1989 i 1990.
A més, participà en la selecció espanyola femenina als Mundials d'Itàlia (1985), Àustria (1987) i Bèlgica (1988).
La seva carrera professional durà onze anys, dels tretze fins als vint-i-quatre anys. Era filla d'Antoni Mora, motorista del corredor Bartomeu Caldentey Jaume, qui havia estat set vegades campió del món darrere moto.